# Cattedrale di Barcellona
La Cattedrale della Santa Croce e Sant'Eulalia (in catalano Catedral de la Santa Creu i Santa Eulàlia), è la cattedrale-sede dell'arcidiocesi di Barcellona. Insignita nel 1867 del titolo di basilica minore, dal 2 novembre 1929 è Monumento storico-artistico spagnolo.

## Storia
La cattedrale è dedicata dal 599 alla Santa Creu (la Santa Croce), ricordata ogni 3 di maggio con una benedizione solenne impartita a tutta la città dalle terrazze della chiesa. Dall'anno 877, la chiesa è anche intitolata santa Eulalia, la patrona di Barcellona (12 febbraio), santa che subì il martirio in epoca romana. La leggenda dice che la donna fu esposta nuda fino a quando, a metà primavera, cadde la neve per coprirne il corpo; le autorità di allora, la misero in una botte chiodata e la fecero rotolare per una stradina che adesso si chiama Baixada de Santa Eulàlia. La dedicazione alla Santa Croce risale almeno al VI secolo.
La cattedrale attuale fu costruita in stile gotico tra il XIII e il XV secolo sui resti di precedenti chiese situate sulla sommità del cosiddetto Monte Tabor, colle che costituisce la parte più elevata della città vecchia.
Il primo edificio fu una basilica paleocristiana (IV-VII secolo) a tre navate, con battistero a pianta quadrata che ospitava una fonte battesimale ottagonale. Rimase intatta durante l'invasione dei Visigoti, forse fu trasformata in moschea durante l'occupazione musulmana della città (718-801), per essere restaurata intorno al 877 dal vescovo Frodoí.
Ritrasformata in stile romanico, fu consacrata nel 1058. Più piccola dell'attuale, era anch'essa a tre navate con tre absidi sopraelevate, un portico nella facciata e campanile.
La costruzione dell'attuale edificio, intesa come ristrutturazione e ampliamento della chiesa romanica, iniziò nel maggio del 1298 durante il regno di Giacomo II d'Aragona e il vescovado di Bernardo Pelegrí (1288-1300) per continuare fino alla seconda metà del XV secolo, senza che la chiesa venisse mai chiusa. Per questo motivo mantenne lo stesso asse della chiesa romanica.
Nella prima fase (1338) si costruì, attorno all'abside romanico, il deambulatorio, la nuova abside con le cappelle radiali e la cripta del presbiterio ad opera dell'architetto Jaime Fabre. A lui successe Bernat Roca che nel 1358 costruì i primi tratti della volta e la galleria sopra le cappelle e, contemporaneamente, iniziò il chiostro. Morto nel 1384, fu sostituito dallo scalpellino Pere Viader fino all'anno 1397 in cui subentrò l'architetto Arnau Bargués, che realizzò la sala capitolare. Il suo aiutante Jaume Solá ebbe l'incarico dal 1407 al 1412: a lui successe Bartolomé Gual, che rimase in carica fino al 1441. A lui si devono il ciborio della cupola in pannelli di legno e la continuazione del chiostro. Andrés Escuder, nominato il 1 marzo 1442 e fino al 1463, terminò il chiostro e praticamente la struttura totale dell'edificio. Mancava solo la facciata, che, dopo il concorso promosso da Manuel Girona Agrafel e i suoi figli nel 1882, fu realizzata da Josep Oriol Mestres per la Esposizione universale di Barcellona del 1888 in stile neogotico, ispirandosi a quella disegnata nel 1408 da Carles Galtés de Ruan.

## Esterni

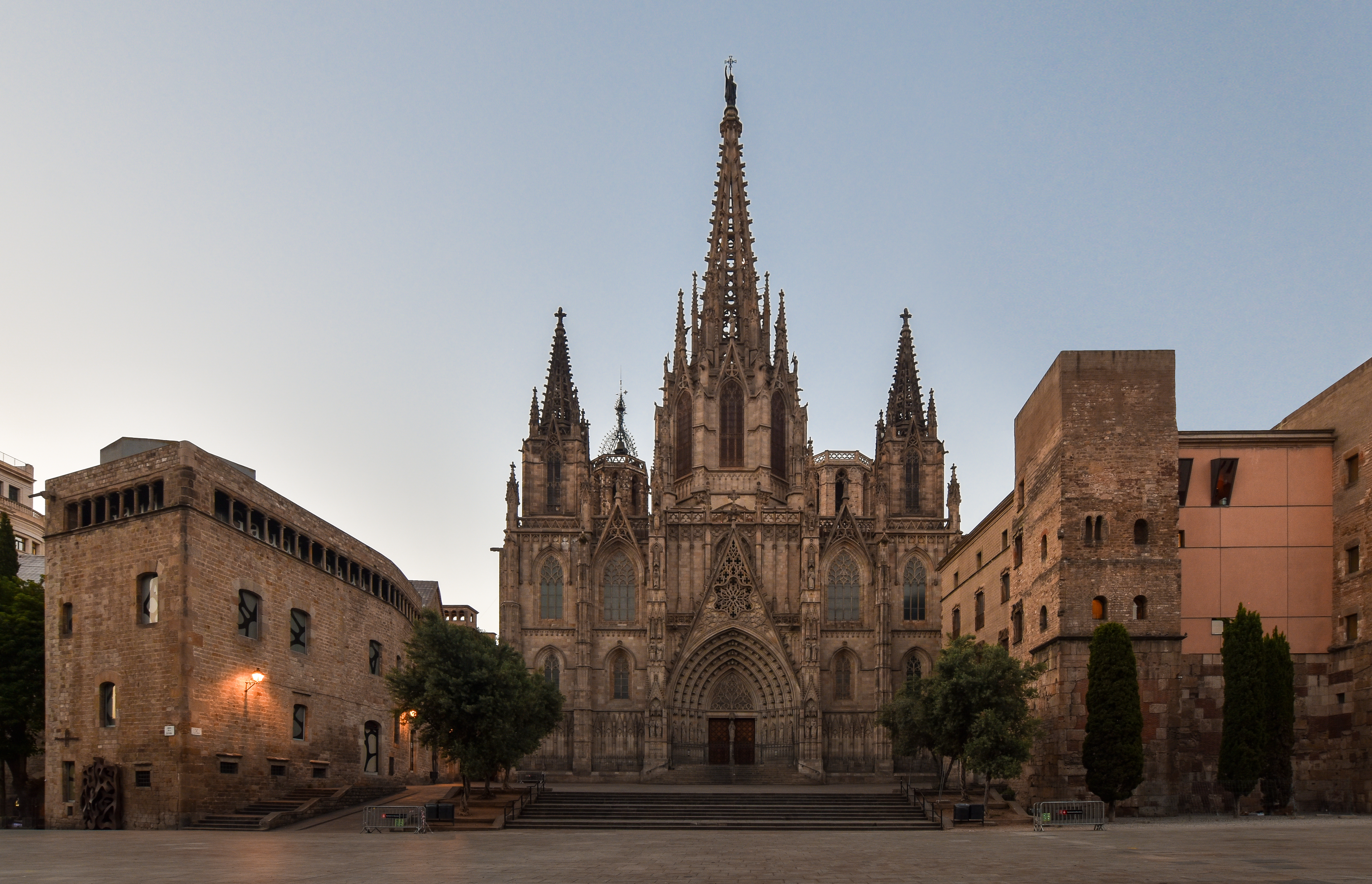
Vista della facciata

L'edificio si compone della chiesa vera e propria, del chiostro perfettamente unito anche per lo stile, e delle sale capitolari e della cappella di Santa Lucia, che proseguono la facciata verso destra, addossandosi al chiostro. Misura 90 metri di lunghezza e 40 di larghezza mentre il chiostro è di 25 metri per lato, con una galleria di 6 metri per ogni lato.
La facciata, che presenta al centro il portale principale, fiancheggiato da due torri con alti pinnacoli, è ornata secondo lo stile gotico verticale, con una gran profusione di immagini di angeli e santi.
La torre nolare (1913), disegnata dall'architetto Augusto Font Carreras, alta 70 metri, si conclude con la Santa Croce e una scultura che rappresenta Sant'Elena, madre di Costantino, opera di Eduard Alentorn. Nelle merlature sono riconoscibili immagini di angeli alati.
Il portale, con un grande arco gotico con archivolti, è diviso in due parti da una scultura di Agapito Vallmitjana, che raffigura Cristo; ai lati, Apostoli del medesimo scultore. Negli archivolti, 76 figure di angeli, profeti e re dello scultore Joan Roig Solé. Nella parte interiore, i medaglioni incisi in pietra nelle colonne degli archi che rappresentano l'Ascensione e la Pentecoste, sono dell'artista Antonio Claperós.
Sul lato sinistro della chiesa, all'altezza del transetto, si apre la porta di Sant'Ivo, la più vecchia della chiesa e la principale fino alla costruzione della facciata. Realizzata in marmo e pietra (1298), è una delle prime a utilizzare l'arco ogivale nel gotico catalano. In cima ai pilastri ha angeli musici con le teste sull'estradosso dell'arco, nel timpano scultura di Sant'Eulalia (fine XIV secolo) attribuita alla scuola Jaume Cascalls, nei lati piccole teste, meramente ornamentali. In ogni lato rilievi in marmo, forse dell'antica cattedrale romanica.
Nella parte posteriore del chiostro, quasi addossata all'edificio principale, è posta la porta della Pietà, con un arco inflesso fiancheggiato su entrambi i lati da alti pinnacoli lavorati con grande maestria. Nel timpano, un rilievo quattrocentesco della Pietà, circondato dai simboli della Passione dello scultore tedesco, stabilitosi a Barcellona, Michael Lochner.
Nel lato destro del chiostro, la porta di San'Eulalia, in pietra di Montjuich, simile a quella della Pietà ha lo stesso arco inflesso, e nel timpano scultura di Sant'Eulalia, riproduzione del 1977 in resina poliestere dell'originale di Antonio Claperós (XV secolo), attualmente conservata nel museo della cattedrale. Ai lati, gli stemmi del vescovo Francesc Climent Sapera, finanziatore della navata ovest; negli archivolti, intagli con fine fogliame.
All'estrema destra della parte anteriore degli ambienti che continuano la facciata è situata, infine, la porta di Santa Lucia, che porta alla cappella dedicata alla santa. La porta è romanica con cinque archivolti semicircolari, sostenuti da tre pilastri quadrangolari addossati e due fini colonne circolari lisce, con capitelli scolpiti che rappresentano figure di animali e personaggi adorni di vegetazione.
Ai lati dei transetti, si innalzano due campanili (secolo XIII) ottagonali di 53 metri di altezza. Quello sopra la porta di Sant'Ivo, dell'orologio, contiene la campana Eulalia, di 3 tonnellate che suona ogni ora e la Honorata, che suona ad ogni quarto. La parte superiore (XIX secolo), di ferro, magnificamente ornata è in stile modernista.
Nell'altra torre stanno dieci campane, dai nomi femminili, che suonano le ore ecclesiastiche.
L'intero edificio presenta i pluviali a forma di gargolle, con animali fantastici, leoni, unicorni e, la più famosa, un elefante. Le più antiche (XIV secolo) sono nella parte dell'abside al lato della porta di Sant'Ivo, mentre quelle del chiostro, che ai quattro lati presentano i simboli degli Evangelisti, sono successive (XV secolo).

## Interno

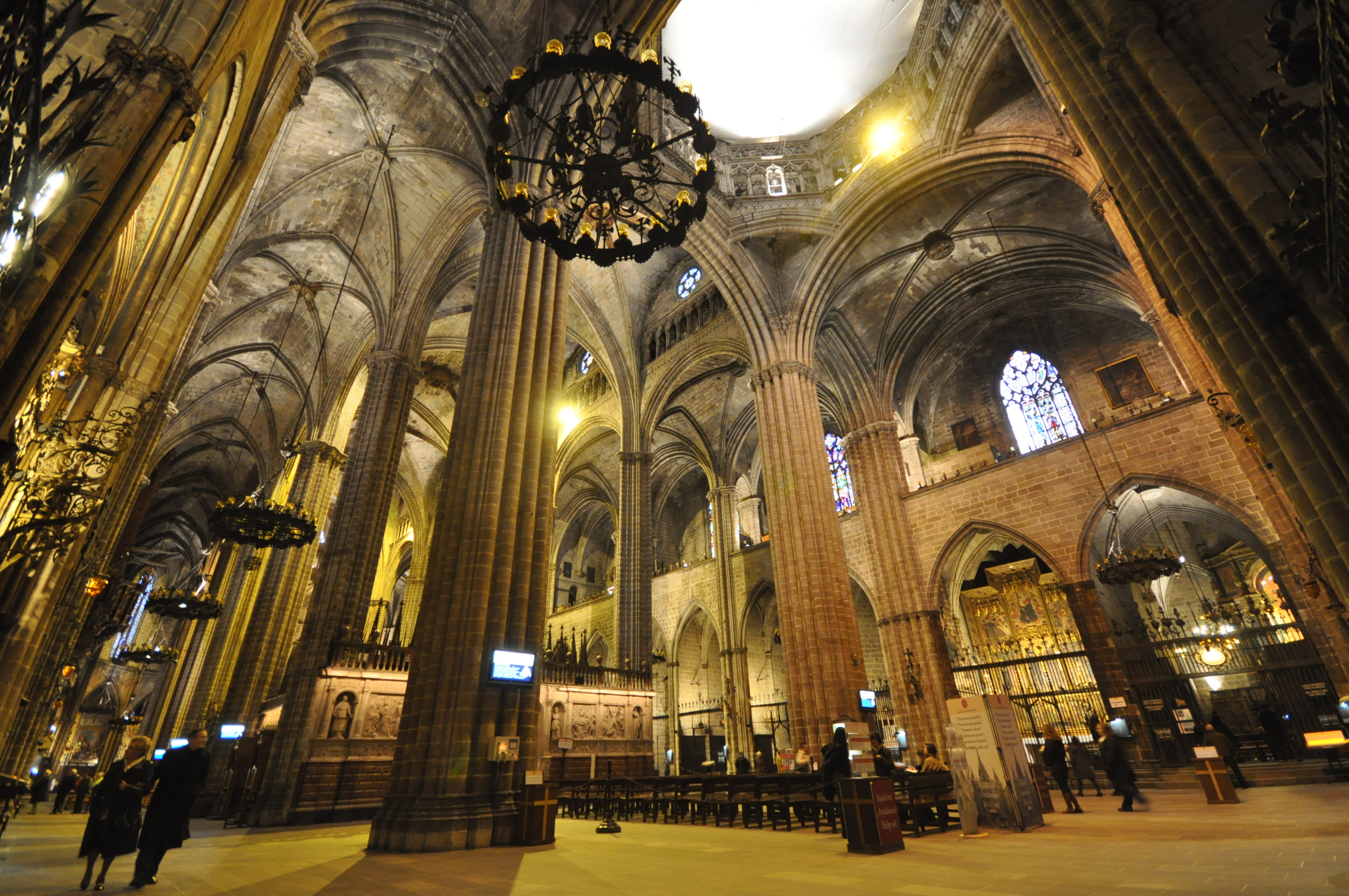
L'interno della cattedrale

La cattedrale è composta di tre navate di uguale altezza, con quella centrale che misura il doppio di quelle laterali, chiuse da un deambulatorio semicircolare che passa dietro il presbiterio, su cui si affacciano dieci cappelle, con vetrate gotiche che danno luce all'abside, coperte da archi ogivali.
Partendo da sinistra, si incontra la cappella dei Santi Innocenti o delle Anime del Purgatorio, con retablo dedicato alla Glorificazione della Vergine Maria, opera barocca di Marià Montaya e al centro olio su tela (1709-1711) di Joan Gallart. Nella predella reliquie del secolo XVII donate dal doge di Venezia al re Giovanni II d'Aragona; nel muro di sinistra un arcosolio che contiene un sarcofago in alabastro (1409) del vescovo Ramon d'Escales (1386-1398), opera squisita dello scultore Antoni Canet; la cappella del Sacro Cuore di Gesù, con altare moderno e statua (1940) dello scultore Vicenç Vilarrubias; la cappella della Nostra Signora della Mercede che contiene un retablo barocco (1688) dello scultore Joan Roig padre, con policromia di Francesc Viladomat, che rappresenta Giacomo I in adorazione della Vergine; la cappella di Santa Chiara e Santa Caterina, con retablo in 19 tavole (1456) realizzato da García de Benavarre e, sui muri laterali, due splendidi tele (1763) che rappresentano la Lapidazione di santo Stefano e la Liberazione miracolosa della Gallerà di Pinós per intercessione di santo Stefano, di Francesc Tramulles; la cappella di San Pietro Apostolo, con due tele con scene della vita di san Pietro (XVIII secolo) sui muri laterali di artista anonimo e retablo dei santi Martino e Ambrogio (1415) realizzato da Juan Mates con marcati caratteri franco-flamenchi; la cappella di San Gabriele e Sant'Elena, con retablo a 18 tavole (1381-1390), opera di Lluís Borrassà; la cappella di San Giovanni Battista e san Giuseppe, con retablo rinascimentale policromo, con porte dipinte a olio da Juan Mates che raffigurano gli evangelisti e 17 tavole con scene della vita di san Giovanni Battista; la cappella della Trasfigurazione del Signore, con retablo (1450) splendido di Bernat Martorell, nel muro sinistro, arcosolio con mausoleo del vescovo Ponç de Gualba (morto nel 1334) con un calvario dell'artista Jaume Cascalls, e nel muro destro, scultura raffigurante San Benedetto da Norcia; la cappella della Visitazione con retablo (1475) composto da tre tavole, a sinistra, sarcofago del vescovo Berenguer de Palou, e a destra sepolcro moderno del vescovo Pedro Martínez San Martín; ultima la cappella di Sant'Antonio Abate, con retablo barocco (1712) di artista anonimo e policromia di Joan Moxí.
Continua l'abside, la sacristia, che consta di tre stanze e contiene alcuni tesori importanti: l'ostensorio maggiore (secolo XIV) in argento e oro, una croce processionale (1383) di Francesc Vilardell, di argento dorato, adornata con smalti con i quattro evangelisti nei bracci della croce, la croce (con tronetto) del re Martino I d'Aragona (1398) e la spada di Pedro del Portogallo, conte di Barcellona, considerata una delle più belle del mondo.
Sopra le cappelle laterali, corre una galleria e sopra la galleria, per tutta la chiesa, un falso triforio che consente di vedere da vicino le chiavi delle volte. Queste sono in totale 215, di cui le più grandi, collocate nella navata centrale, sono di due metri di diametro e pesano cinque tonnellate. Quelle del presbiterio raffigurano un Cristo crocifisso, Santa Eulalia (1320), la Vergine della Misericordia (1379), l'Annunciazione (1379), forse il vescovo Pere Planella (1371-1385) e, infine, il Padre Eterno (1418), opere dello scultore Pere Johan.
Sotto il presbiterio è situata la Cripta di Sant'Eulalia (XIV secolo), costruita da Jaume Fabre, cui si accede da un'ampia scalinata coperta da un arco quasi piatto ornato di un ritratto forse del vescovo Ponç de Gualba, con ai lati gruppi di piccole teste di personaggi dell'epoca. La volta, divisa in dodici archi, è chiusa da una grande chiave (1326) in cui è rappresentata la santa con la Vergine Maria e il Bambin Gesù. Il sarcofago gotico di alabastro (1327), dovuto allo scultore di Pisa Lupo di Francesco, è appoggiato sulla tavola dell'altare al centro della cripta, sostenuto da otto colonne di stili differenti con capitelli corinzi dorati. Nella parte superiore, sculture con scene del Martirio di sant'Eulalia, e ai quattro angoli superiori angeli che fungono da lume e al centro una Vergine con Bambino. Nella parete di fondo, l'antico sepolcro (secolo IX) con iscrizione del 877 che ricorda il ritrovamento delle reliquie nella chiesa di Santa Maria del Mar.
Addossato al muro del campanile della porta di Sant'Ivo, vi è un organo che risale al 1538, molte volte modificato per adattarlo ai gusti estetici. La cassa, rinascimentale, è originale come sono originali molte canne esterne, mentre quelle interne risalgono a tutte le epoche.
L'altare maggiore, consacrato nell'anno 1337 dal vescovo Ferrer Abella (1335-1344), ha la tavola di tre metri di lunghezza in marmo bianco sostenuta da capitelli visigoti del primitivo tempio (secolo VI), in marmo di Carrara. In basso, fino alla metà dell'altezza delle colonne, è presente una statua con l'Esaltazione della Croce (1976), circondata da sei angeli, opera dello scultore Frederic Marès. Nella parte inferiore è, poi, situata la cattedra, con parti laterali in alabastro (metà del XIV secolo); mentre nella parte posteriore di legno (1976), è contenuto lo stemma del cardinale arcivescovo Ricardo María Carles Gordól (1990-2004).
I muri del coro (1390), ad opera di Jordi de Déu presentano mensole (le cosiddette misericordias) che rappresentano profeti dell'Antico Testamento; dello stesso scultore è, poi, la scalinata di accesso al pulpito che presenta negli stipiti due piccole sculture dell'Annunciazione. Una parte degli stalli, conclusi nel 1493, furono affidati allo scultore Pere Sanglada (o Ça-Anglada), che dopo aver comprato il legno di quercia a Bruges, si circondò di due buoni aiutanti, Pere Oller e Antoni Canet, per realizzare medaglioni in cui si notano scene di danza, giochi e musica. Allo stesso scultore fu poi affidato la costruzione del pulpito, anch'esso di quercia, con lavori di traforo e pinnacoli in cui spiccano quindici immagini diverse. Successivamente (1462), Matías Bonafé Esaider costruì altri 40 stalli, sotto quelli di Pere Sanglada, e il tedesco Michael Lochner prima e, dopo la morte, il suo aiutante Johan Friederich Kassel, i dossali (1497). Infine, nel 1517, lo scultore Bartolomé Ordóñez realizzò le paratie di accesso al coro con scene dell'Antico Testamento e della Passione. L'intera opera si concluse, quando per la festa del 5 marzo 1519, Joan de Burgunya dipinse stemmi araldici nei 64 intradossi degli stalli; gli stemmi sono quelli dei cavalieri dell'Ordine del toson d'oro, che proprio nel 1519 erano stati radunati a Barcellona da Carlo V.
Sempre nel 1519, Bartolomé Ordóñez, iniziò a lavorare al tornacoro, concluso, poi dal suo discepolo Pedro Villar (1564), in stile rinascimentale con un colonnato dorico coronato da una balaustra. Le scene presenti tra le colonne che rappresentano episodi della Vita di sant'Eulalia ai lati e, nella nicchia in alto, sculture di corpi umani, sono attribuibili alcune a Bartolomé Ordóñez, altre a Pedro Villar e l'ultima a Claudio Perret (1621).
Le vetrate, caratteristiche del gotico, sono tutte disegnate con lo stesso schema tripartito: al centro l'immagine del santo titolare, e ai lati decorazioni geometriche. Le più antiche (1317- 1334), con lo stemma del vescovo Ponç de Gualba, sono contenute nelle cappelle radiali della testata della chiesa. Oltre a queste, quelle laterali di San Pietro, del Papa Silvestro e di Santo Stefano (1386), sono dell'autore chiamato il Maestro di san Silvestro. Successive sono quelle alle estremità dell'abside rappresentanti Sant'Andrea (intorno al 1400) e Sant'Antonio abate (1407), realizzata da Nicolau de Maraya. Ancora più tarde, sono quella di San Michele Arcangelo (XV secolo) e quella della cappella del battistero (1495), opera di Gil de Fontanet con cartoni disegnati da Bartolomé Bermejo, che rappresenta il Noli me tangere. Nel triforio ai piedi del tempio, sono collocate vetrate moderne (XX secolo) che rappresentano vari santi venerati a Barcellona.
Nella navata centrale si incontrano anche i resti di alcuni sovrani: sul muro della sacrestia dipinto nel 1545 da Enrique Ferrandis, quelli di Raimondo Berengario conte di Barcellona e di sua moglie Almodis de la Marche, ai quali si deve la fondazione della cattedrale romanica. Dall'altro lato della navata, tra il transetto e la Cappella dei Santi Innocenti, i sepolcri con sculture di Frederic Marès, con i resti, in un'urna, di Alfonso III di Aragona e di Giacomo I di Urgell, e Federico, figli di Alfonso IV di Aragona e, nell'altra i resti di Costanza di Sicilia, moglie di Pietro III d'Aragona, María di Cipro, sposa di Giacomo il Giusto, Sibilla di Fortiá, quarta moglie di Pietro IV d'Aragona e Eleonora d'Aragona e di Foix (1333 - 1416), figlia di Pietro IV di Ribagorza e seconda moglie di Pietro I di Cipro, re di Cipro e Gerusalemme.
Sulle navate laterali ci sono altre 17 cappelle, con archi a sesto acuto all'entrata.
Sul lato destro della chiesa, in ordine dall'ingresso la cappella di San Cosma e Damiano (1436) finita da Bartolomé Gual, pagata da doña Sancha Ximénez de Cabrera per realizzare il suo sepolcro (1446), realizzato da Pere Oller, all'interno di un arcosolio con due piccoli cani scolpiti ai piedi della figura giacente e, nella parte frontale, figure di uomini che pregano una figura femminile con un libro nella mano. Sopra il sepolcro, affresco che rappresenta l'Elevazione delle anime del pittore Lluís Dalmau; nell'ambiente, retablo dedicato ai santi Cosma e Damiano (1455), di Bernat Martorell e Miguel Nadal. Segue la cappella di San Giuseppe Oriol, con altare modernista e sepolcro del cardinale Salvador Casañas i Pagès (morto nel 1908), opera dello scultore Josep Llimona; quella di San Pancrazio e San Rocco, con un notevole retablo policromo barocco (XVIII secolo); quella di San Raimondo di Peñafort, contenente la tomba del religioso domenicano, con scultura del santo e sarcofago (XIV secolo); la cappella di San Paolo il cui retablo (1902) è attribuito a Domènec Talarn; la cappella di Nostra Signora del Pilar con retablo barocco (XVII secolo) e il sepolcro dell'arcivescovo Gregorio Modrego Casaus, dello scultore Frederic Marès (1972); la cappella di San Paciano e San Francesco Saverio, con retablo barocco (1688-1689) di Joan Roig, con policromía di Joan Moxí, che rappresenta l'Ultima Cena, e varie scene della vita di san Paciano e altri santi, e ai piedi del retablo un busto con San Francesco Saverio (1687), realizzato da Andreu Sala. In terra sepoltura del vescovo Joan Dimas Loris (morto nel 1598).
Sul lato sinistro della chiesa, in ordine dall'ingresso, la cappella di San Severo, con retablo barocco (1683), degli scultori Francesc Santacruz i Artigas e Jacint Trulls, assistiti dall'ebanista Agustí Llinàs e dorature di Pau Llorens. Nella nicchia principale busto del santo con ai lati scene della vita del santo; la cappella di San Marco, con retablo barocco (1683-1692) di Bernat Vilar, dorato dai fratelli Josep e Francesc Vinyals, che contiene al centro della nicchia la statua del santo e ai lati scene della sua vita: alle pareti due oli su tela (1763) di Francesc Tramulles Roig, che rappresentano San Marco che scrive il Vangelo e Martirio di san Marco; la cappella di San Bernardino e di San Michele Arcangelo, con retablo (1705) e statue di santi (1784); la cappella della Vergine del Rosario con un retablo protobarocco dorato e policromo (1620) dell'artista di Terrassa Agustí Pujol; la cappella di Santa Maria Maddalena, San Bartolomeo e Sant'Isabella con retablo (1401) del pittore Guerau Gener (o Gerau Janer); la cappella di San Sebastiano, Santa Tecla e il Sacro Cuore di Maria con retablo tardogotico (1486-1498), realizzato da Rafael Vergós, Francesc Mestre e Pere Alemany, artisti appartenenti al laboratorio di Jaume Huguet, e statua a tutto tondo policroma del Sacro Cuore di Maria (1942), opera moderna di Vicenç Vilarrubies; la cappella della Nostra Signora dell'Allegria, con un altare-retablo (1945) in alabastro in stile neogotico dello scultore Josep Maria Camps i Arnau e, infine, la cappella della Nostra Signora di Montserrat con retablo moderno che raffigura la patrona della Catalogna.
Notevoli anche le due cappelle in contraffacciate, collocate ai lati della porta dell'entrata principale. A destra la cappella dell'Immacolata Concezione con statua recente della santa e, nella parete sinistra, sepolcro datato 1899 del vescovo di Barcellona Francesc Climent Sapera (morto nel 1430). A sinistra la cappella del Battistero con fonte battesimale (1433), in marmo bianco realizzata da Giuliano Fiorentino. Cronologicamente parlando, questo fonte battesimale è il terzo della cattedrale: il più antico risale al IV secolo, ed è un battistero a immersione collocato a circa quattro metri di profondità, di fronte alla cappella di San Marco, a cinque metri di distanza dall'attuale cappella battesimale. A questo primo battistero ne seguì un secondo, romanico, attualmente visibile nelle sale capitolari. L'odierna cappella battesimale è inoltre dotata della vetrata del Noli me tangere, realizzata da Bartolomé Bermejo nel 1495.
Dalla cappella dei Santi Innocenti è possibile raggiungere le terrazze della cattedrale, tramite alcuni ascensori.

## Chiostro
Il chiostro gotico (XIV - XV secolo), vede al lavoro grandi architetti come Andreu Escuder e scultori come i Claperós, padre e figlio. Ad esso si accede dall'interno dell'edificio attraverso una porta romanica in marmo bianco italiano con archivolti decorati con motivi geometrici e, sopra i capitelli, sculture dell'Antico e del Nuovo Testamento. Sopra gli archivolti merlature gotiche successive per collocare la porta nel contesto gotico della chiesa.
Nell'angolo più vicino alla porta della Pietà si può vedere un tempietto del maestro Escuder, con, sulla volta, chiave (1448) degli scultori Antoni e Joan Claperós e al centro scultura di San Giorgio (1970), realizzata da Emili Colom. Negli archi del chiostro, si possono vedere scene dell'Antico e Nuovo Testamento. In tre delle sue gallerie si incontrano cappelle con volte costolonate quadripartite e chiavi al centro. Tra esse si notano quelle moderniste della famiglia Sanllehy, realizzata nel 1920 dall'artista Josep Llimona, e quella della famiglia Girona, con rappresentazione della Fede, Speranza e Carità dello scultore Manel Fuxà e crocifisso (1910) dello scultore Eduard Alentorn.
Nel giardino del chiostro, intorno a una vasca d'acqua detta "fuente de Las Ocas", si può notare una sorprendente curiosità: vi sono 13 oche bianche, che rappresentano gli anni di vita di santa Eulalia, e anche le altrettante torture del suo martirio; secondo i fedeli le oche sono le guardiane del sepolcro della santa, presente all'interno della cattedrale.
Nella chiave di volta del "Pabellon de San Jorge", una scultura di Joan Claperós raffigurante la lotta tra San Giorgio e il drago.

## Le sale capitolari e la cappella di Santa Lucia
Addossate alla parte anteriore del chiostro e in prosecuzione verso destra della facciata, si trova l'antica sala capitolare (1407), costruita da Arnau Bargués con pianta rettangolare coperta con una volta stellata, la cui chiave, che rappresenta la Pentecoste fu realizzata nel 1454 da Juan Claperós. Trasformata nel mausoleo (1676) del vescovo di Barcellona, san Ollegario, contiene la sua sepoltura barocca, opera degli scultori Francesc Grau e Domènec Rovira el Joven, e, sul sepolcro, la statua del santo (1406) eseguita da Pere Sanglada. Sopra la tomba si incontra anche il Santo Cristo di Lepanto (secolo XVI), scultura che la tradizione vuole essere stata imbarcata sulla nave di Giovanni d'Austria durante la battaglia di Lepanto. Dai lati dell'altare si entra, poi, nello spogliatoio, al centro del quale si trovano i resti di san Rufo di Avignone, morto nel 1137.
Si continua con la sala della Notazione e la nuova sala capitolare (XVII secolo), con pianta rettangolare e volta a botte con lunette, totalmente decorata con pitture a opera del pittore barcellonese Pau Prim (o Pau Priu). In queste stanze si trovano alcuni oggetti significativi: una fonte battesimale romanica trilobata (XI secolo), la Pietà Desplà (1490) di Bartolomé Bermejo, il retablo di San Bernardino e l'Angelo Custode (1470) del pittore Jaume Huguet, alcuni frontali di altari con scene della vita di Gesù (XV secolo) e la statua in terracotta di Sant'Eulalia, realizzata da Antoni Claperós.
Infine la cappella di Santa Lucia, finita di costruire nel 1289 in stile tardo romanico, durante il mandato del vescovo Arnau de Gurb (1252-1284), che originalmente era la cappella del Palazzo episcopale. Con pianta rettangolare e volta a botte in conci regolari, contiene all'interno le sepolture del vescovo Arnau de Gurb e del canonico Francesc de Santa Coloma (secolo XIV), sopra la quale si trova un Calvario scolpito in pietra con fondo di cristallo azzurro.

## Galleria d'immagini

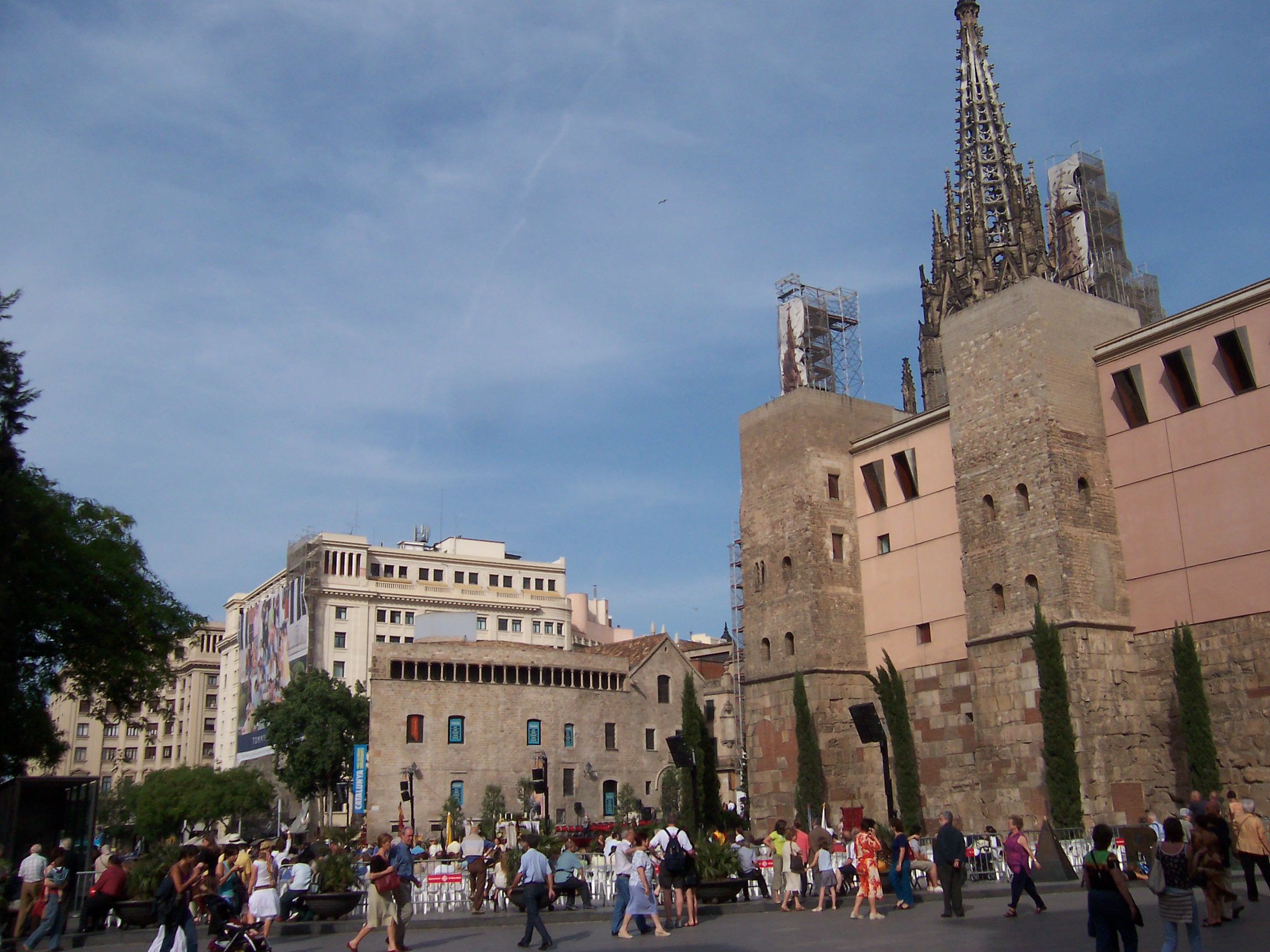
Piazza della Cattedrale
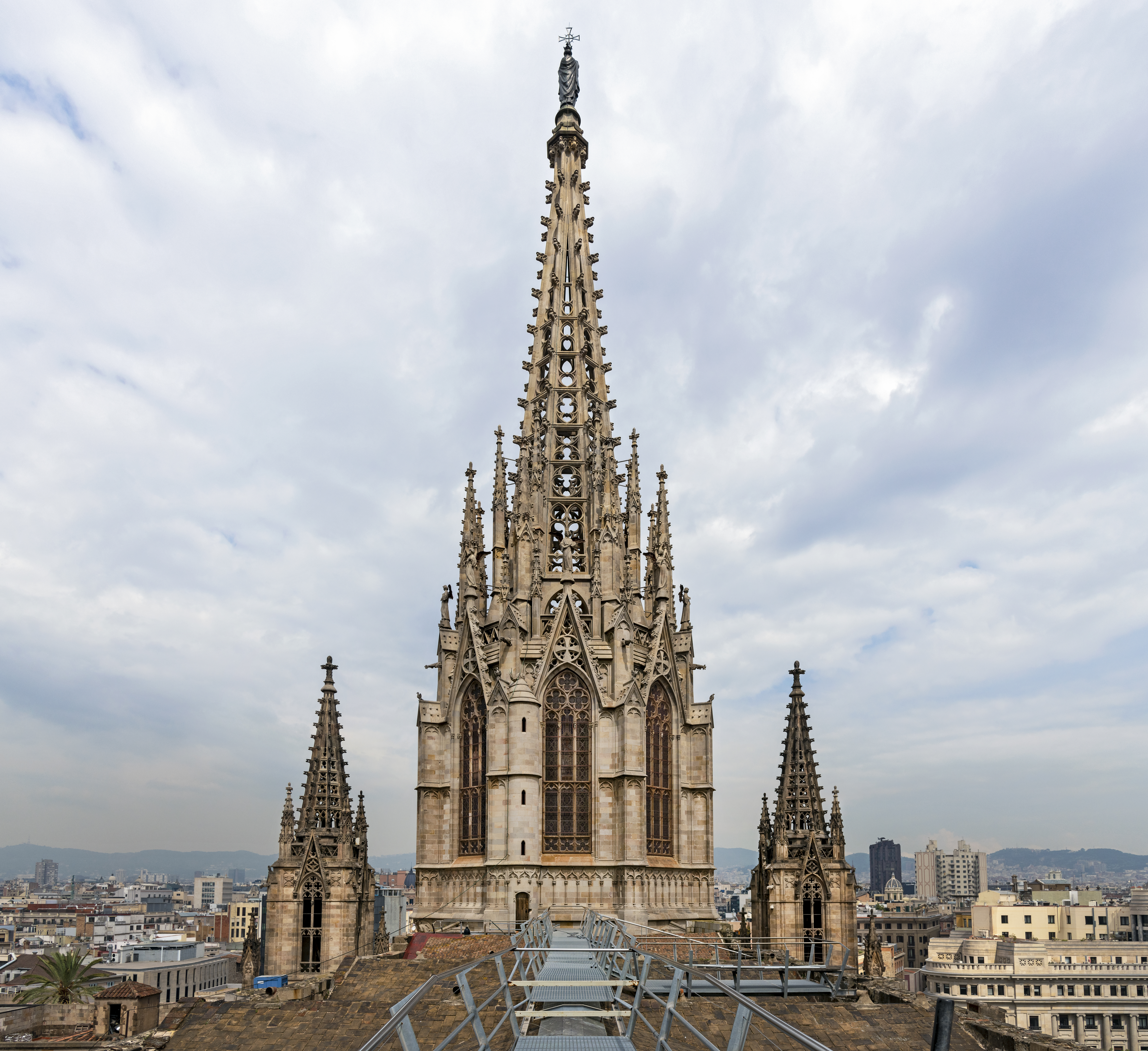
Pinnacoli della Cattedrale di Barcellona.
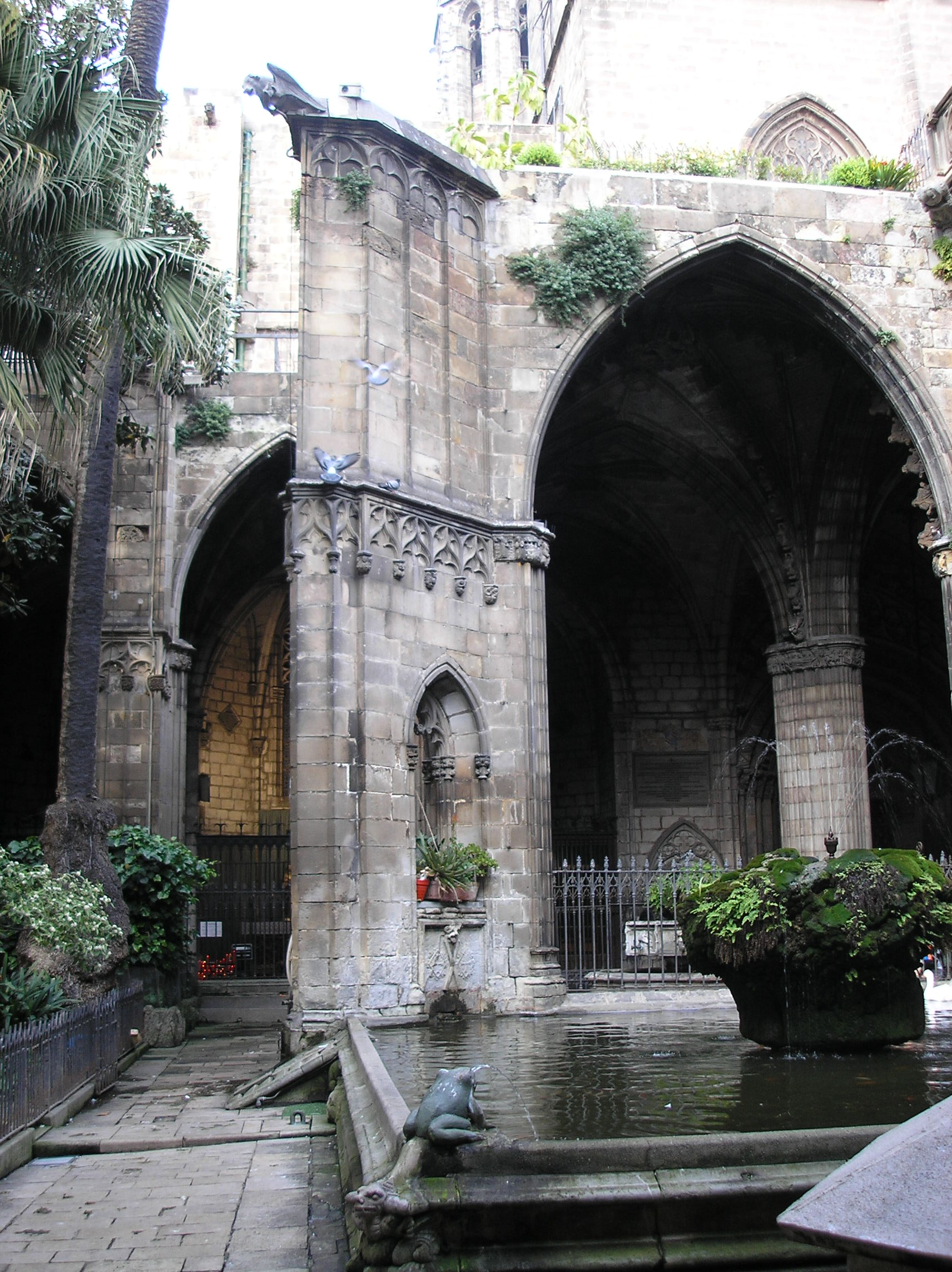
Giardino del chiostro
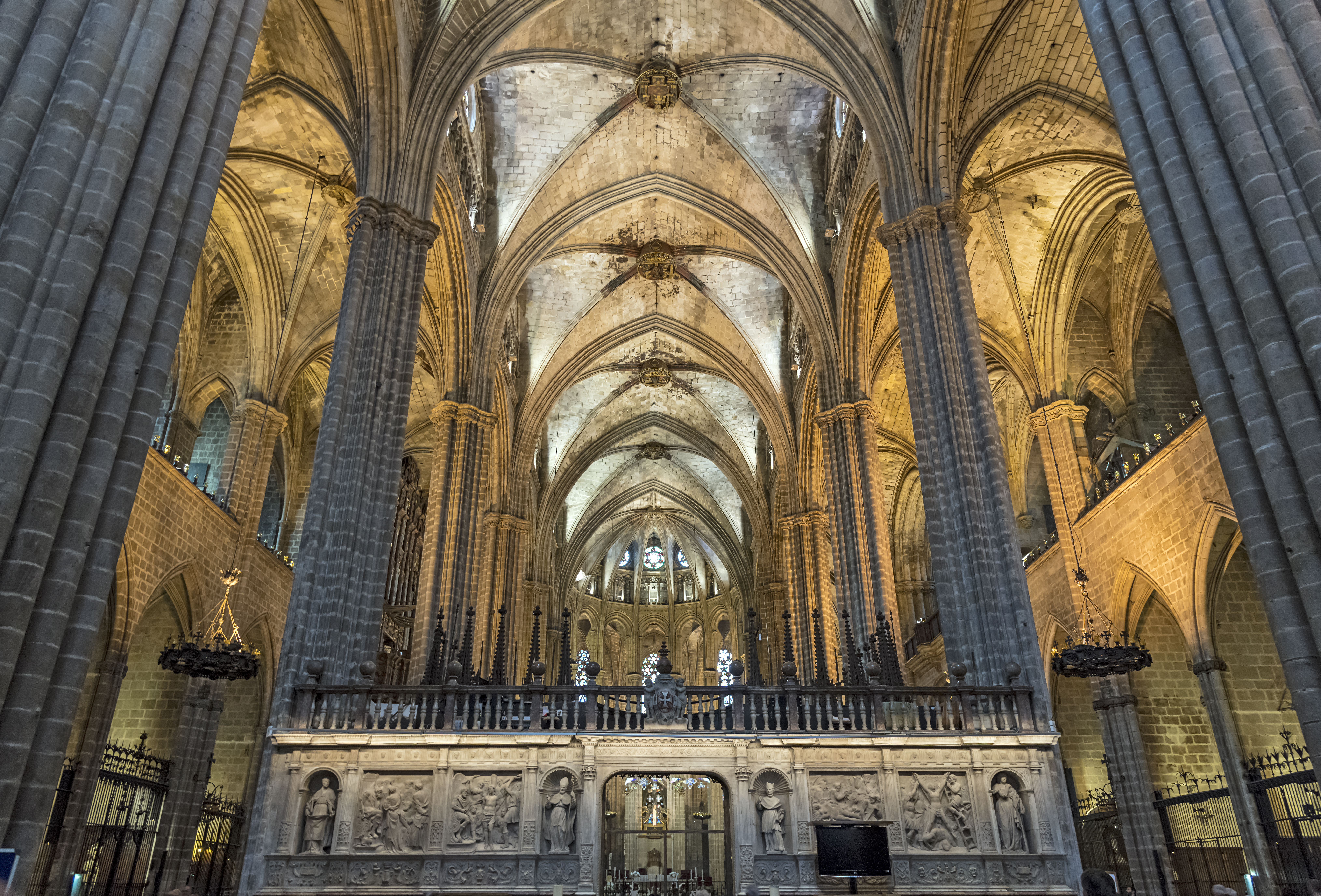
Il coro dei fratelli e il soffitto.
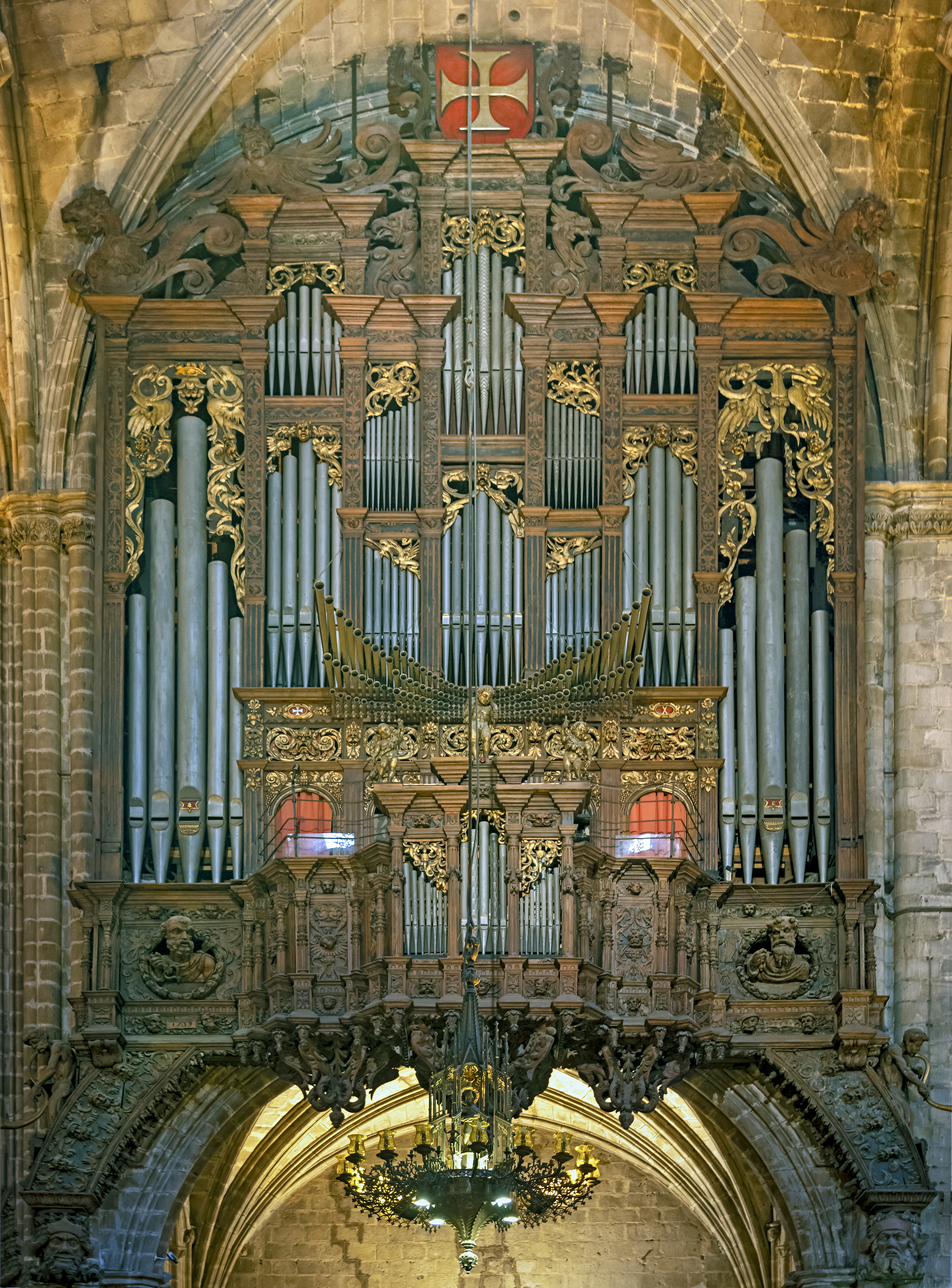
L'organo della rinascita.
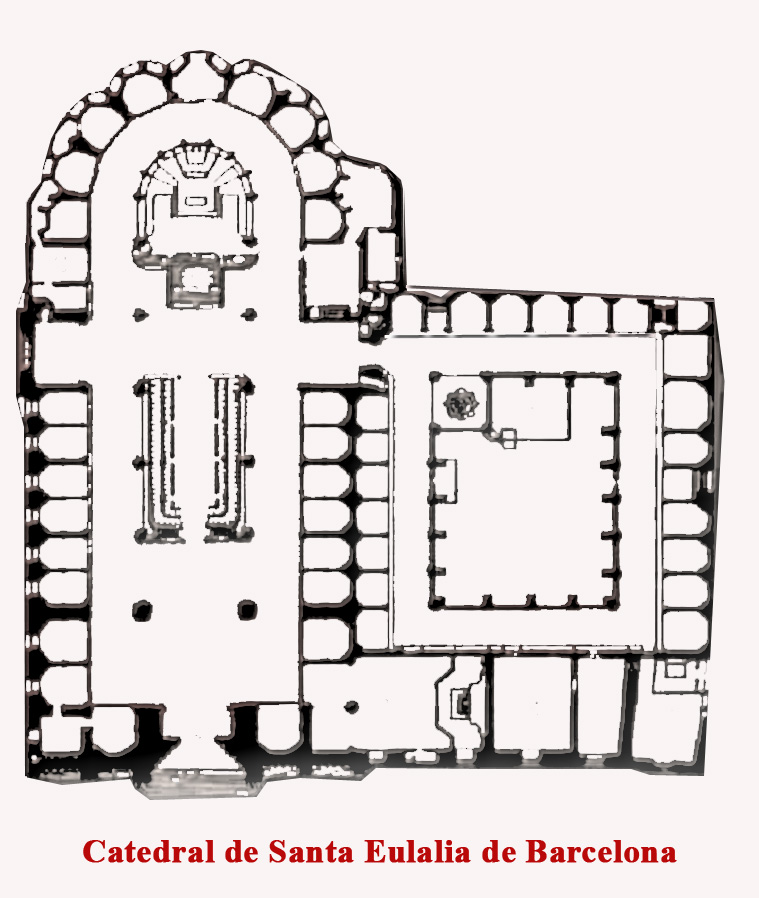
Pianta della Cattedrale